# T–150K

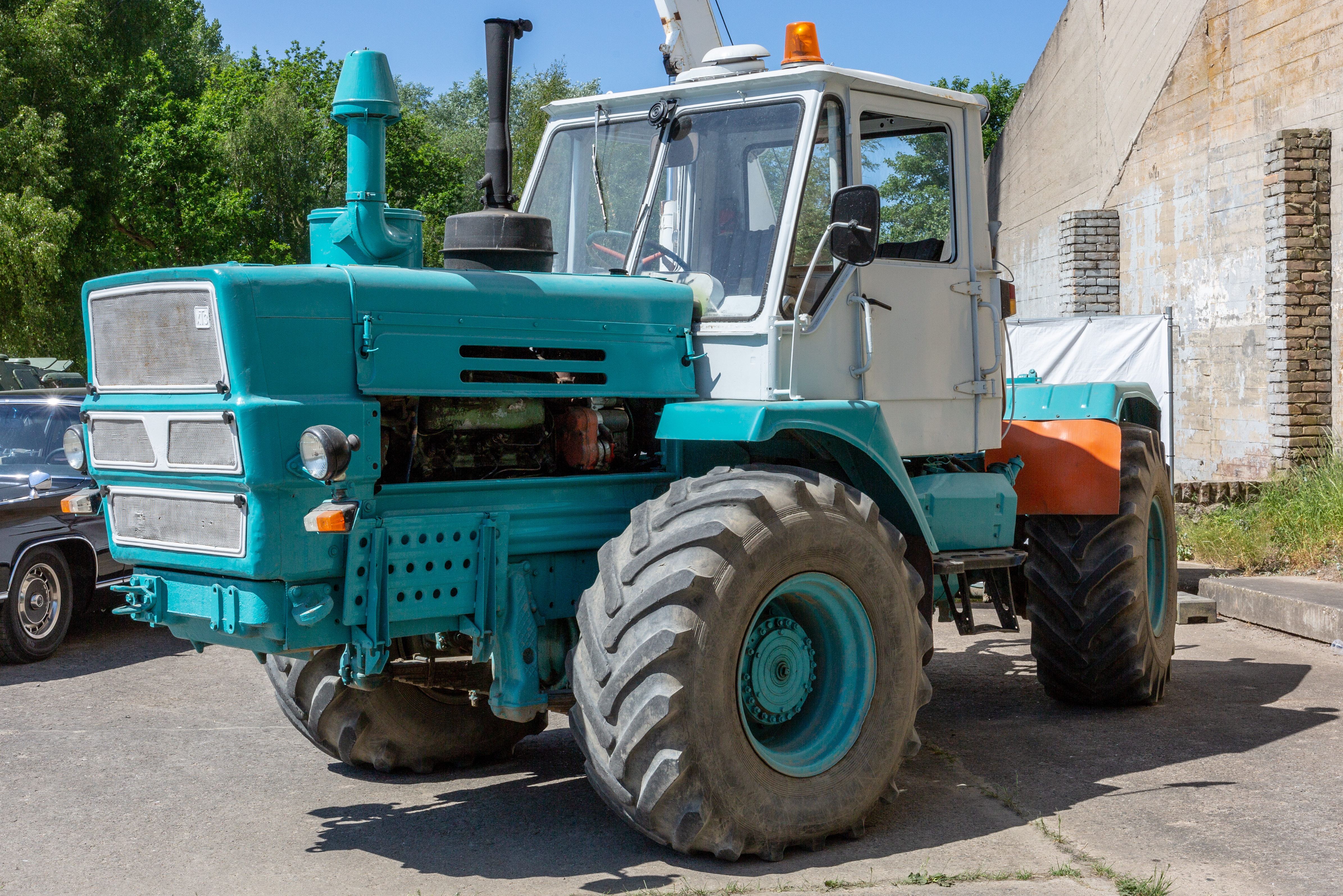
T–150K mezőgazdasági vontató

A T−150K szovjet, majd ukrán általános célú, 30 kN húzóerejű, nagyteljesítményű mezőgazdasági vontató, amelyet a Harkivi Traktorgyár (HTZ) 1971 óta gyárt. Ipari és katonai változatai is léteznek, utóbbiakat  tüzérségi vontatóként és árokásó gépként alkalmazzák. Jelentős mértékben a T–150K részegységein alapul a T–150 lánctalpas mezőgazdasági vontató, amelyet ugyancsak a HTZ gyárt.
A fejlesztés alapjául a Harkivi Traktorgyár 1962–1967 között gyártott T–125-ös törzskormányzású traktora szolgált. A traktorgyár ezt alapul véve egy hasonló kialakítású, de nagyobb teljesítményű mezőgazdasági vontatót tervezett.